# Spolno nasilje med okupacijo Nemčije
Ko so zavezniki vstopili in zasedli nemška ozemlja v poznejših obdobjih druge svetovne vojne, se je zgodilo spolno nasilje nad ženskami tako v zvezi z bojnimi operacijami kot med kasnejšo okupacijo Nemčije. Znanstveniki, zgodovinarji in raziskovalci so potrdili, da so največ posilstev in drugič zločinov, povezanih z spolnim nasiljem, storili sovjetski vojaki pod vodstvom Rdeče armade. O spolnem nasilju in množičnih posilstvih se je nato več let po vojni molčalo.     
Po besedah zgodovinarja Antonyja Beevorja, čigar knjige so bile leta 2015 prepovedane v nekaterih ruskih šolah in fakultetah, so dokumenti zloglasne sovjetske tajne policije NKVD razkrili, da je sovjetsko vodstvo vedelo, kaj se dogaja, vendar je storilo zelo malo, da bi preprečilo ta dejanja. Po besedah profesorja Olega Ržeševskega je bilo za ta grozodejstva kaznovanih več kot 4148 vojakov Rdeče armade ter veliko njihovih poveljnikov in častnikov. Natančno število nemških žensk in deklet, ki so jih sovjetski vojaki posilili med vojno in okupacijo, ni znano, vendar zgodovinarji ocenjujejo, da se njihovo število giblje od stotine tisoč in morda celo do dva milijona.

## Sovjetski vojaki
Enote Rdeče armade so storile spolno nasilje, ko so se njihove čete prebijale v Tretji rajh in v času okupacije. Sovjetski vojaki so prvič začeli izvajati spolno nasilje med bitko za Romunijo in med ofenzivo v Budimpešti na Madžarskem. Na ozemlju nacistične Nemčije se je spolno nasilje prvič začelo 21. oktobra 1944, ko so enote Rdeče armade prečkale most čez potok Angerapp (ki označuje nemško-poljsko mejo) in storile pokol v Nemmersdorfu, preden so jih nekaj ur pozneje premagali.
Večina napadov je bila storjenih na sovjetskem okupacijskem območju; ocene števila nemških žensk, ki so jih posilili sovjetski vojaki, segajo do 2 milijona. Po mnenju zgodovinarja Williama Hitchcocka so bile ženske v mnogih primerih žrtve ponavljajočih se posilstev, nekatere pa so bile posiljenje tudi od 60 do 70-krat. Glede na naraščajoče število splavov v naslednjih mesecih in poročilih sodobnih bolnišnic naj bi bilo v Berlinu posiljenih najmanj 100.000 žensk, pri čemer je po ocenah umrlo približno 10.000 žensk. Smrt žensk v povezavi s posilstvi v Nemčiji je na splošno ocenjena na 240.000. Antony Beevor to opisuje kot največji pojav spolnega nasilja v zgodovini in zaključuje, da je bilo samo v Vzhodni Prusiji, Pomeraniji in Šleziji posiljenih vsaj 1,4 milijona žensk. Po besedah sovjetske vojne dopisnice Natalije Gesse so sovjetski vojaki posilili Nemke, stare od osem do osemdeset let. Tudi sovjetskim in poljskim ženskam ni bilo prizaneseno. Ko je general Tsygankov, vodja političnega oddelka Prve ukrajinske fronte, v Moskvo poročal o množičnem posiljevanju sovjetskih žensk, deportiranih v Nemčijo na prisilno delo, je priporočil, da se ženskam prepreči opisovanje svojih preizkušenj ob vrnitvi v Rusijo.
Ko se je jugoslovanski partizanski voditelj Milovan Đilas pritožil nad spolnim nasiljem, ki so ga v Jugoslaviji nad ženskami izvajali sovjetski vojaki, je sovjetski diktator Josif Stalin izjavil, da bi moral Đilas to razumeti v smislu, da če se je vojak boril kilometre skozi ogenj in dim, da si nato za konec privošči malo pozabavati z žensko. Ob neki drugi priložnosti, ko so mu povedali, da so vojaki Rdeče armade spolno maltretirali nedolžne nemške begunke, naj bi Stalin celo dejal: "Našim vojakom preveč očitate; naj se malo pozabavajo". Kljub temu ni ohranjenih zapisov, ki bi dokazovali te izjave.
Sovjetsko vodstvo je vedelo za ta dejanja, ki so jih izvajali sovjetski vojaki, vendar je storilo zelo malo, da bi jih ustavilo. Na primer, poveljnik ene strelske divizije naj bi osebno ustrelil poročnika, ki je umiril skupino svojih vojakov, preden se je posiljena Nemka zgrudila po tleh.

## Ameriški vojaki
Ameriški zgodovinar Robert J. Lilly v svoji knjigi The Hidden Face of GIs ocenjuje, da so ameriške čete v Nemčiji storile več kot 11.000 posilstev.
Število posilstev je doseglo vrhunec leta 1945, vendar je ta visoka stopnja nasilja nad Nemkami v prvi polovici leta 1946 skoraj vpadla, saj so maja in junija istega leta v ameriški vojašnici našli pet primerov mrtvih Nemk.
Temnopolti ameriški vojaki na območju, so bili bolj verjetno obtoženi posilstva, zaradi česar so bili tudi bolj kaznovani. Heide Fehrenbach je zapisal, da so imele ameriške oblasti velik interes, da pri razglasitvi takšnih dejstev določijo barvo kože vojaka.

## Britanski vojaki
Očividci so poročali o več primerih množičnih posilstev, ki so jih storili britanski vojaki. Poleg tega so izvedli tudi več poskusov posilstva. Eden takšnih primerov je bil poskus posilstva dveh deklet s pištolo s strani dveh britanskih vojakov v vasi Oyle blizu Nienburga/Weserja. Ta poskus posilstva se je končal s smrtjo ene od žensk, ki jo je ustrelil eden od britanskih vojakov.
Višji poveljnik britanske vojske je poročal, da so njegove čete storile na stotine posilstev. Sredi aprila 1945 so britanski vojaki v Neustadtu am Rübenberge posilili več kot tri ženske. Glavni kaplan britanske vojske je dejal: "Bilo je zelo nasilno." Nato je dodal, da so si "tisti, ki so utrpeli posilstvo, to verjetno zaslužili."

## Francoski vojaki
Po mnenju zgodovinarja Perryja Biddiscombea so francoske čete storile 385 posilstev na območju Konstance; 600 v Bruchsalu; in 500 v Freudenstadtu«. Francoski vojaki so sodelovali pri posilstvih v okrožju Höfingen blizu Leonberga (Baden-Württemberg). V Stuttgartu je bilo na tisoče žensk žrtev posiljevanja z strani francoskih vojakov.